# I Could Break Your Heart Any Day of the Week
"I Could Break Your Heart Any Day of the Week" é uma canção da cantora Mandy Moore, escolhida como primeiro single de seu sexto álbum de estúdio, Amanda Leigh, lançado em 2009. A canção foi escrita pela própria cantora e por Mike Viola, que também a produziu, assim como a maioria do álbum.

## Videoclipe
O videoclipe estreou em uma segunda-feira, 20 de abril de 2009, no Yahoo! Music. Foi dirigido pela Ghost Town Media, o vídeo mostra Moore em um dojo assistindo a um grupo de homens e mulheres cantando em um karatê e movimentos de artes marciais mistas. No final do vídeo, o instrutor (interpretado por Chuck Liddell) se aproxima dela, e ela chuta-o nos testículos e vai embora, deixando-o em agonia. O videoclipe foi lançado no iTunes em 5 de maio de 2009, três semanas após sua estreia no Yahoo! Music. 

## Singles
Promo CD Single (EUA)
1. "I Could Break Your Heart Any Day Of The Week" 2:53

iTunes Digital Single
1. "I Could Break Your Heart Any Day Of The Week" 2:53

## Paradas musicais
| Parada (2009)     | Melhor posição |
| ----------------- | -------------- |
| Billboard Pop 100 | 90             |